# GPR26
GPR26, G protein-spregnuti receptor 26, je protein koji je kod čoveka kodiran GPR26 genom.

## Literatura
1. ↑  „Entrez Gene: GPR26 G protein-coupled receptor 26”.

## Dodatna literatura
- Adams MD; Soares MB; Kerlavage AR;  . (1993). „Rapid cDNA sequencing (expressed sequence tags) from a directionally cloned human infant brain cDNA library.”. Nat. Genet. 4 (4): 373—80. PMID 8401585. doi:10.1038/ng0893-373.
- Lee DK; Lynch KR; Nguyen T;  . (2000). „Cloning and characterization of additional members of the G protein-coupled receptor family.”. Biochim. Biophys. Acta. 1490 (3): 311—23. PMID 10684976.
- Salim K; Fenton T; Bacha J;  . (2002). „Oligomerization of G-protein-coupled receptors shown by selective co-immunoprecipitation.”. J. Biol. Chem. 277 (18): 15482—5. PMID 11854302. doi:10.1074/jbc.M201539200.
- Strausberg RL; Feingold EA; Grouse LH;  . (2003). „Generation and initial analysis of more than 15,000 full-length human and mouse cDNA sequences.”. Proc. Natl. Acad. Sci. U.S.A. 99 (26): 16899—903. PMC 139241 . PMID 12477932. doi:10.1073/pnas.242603899.
- Gerhard DS; Wagner L; Feingold EA;  . (2004). „The status, quality, and expansion of the NIH full-length cDNA project: the Mammalian Gene Collection (MGC).”. Genome Res. 14 (10B): 2121—7. PMC 528928 . PMID 15489334. doi:10.1101/gr.2596504.